# Bertus de Rijk
Lambertus Marie (Bertus) de Rijk (Hilversum, 6 november 1924 – Maastricht, 30 juni 2012) was een Nederlandse hoogleraar Middeleeuwse wijsbegeerte en senator.

## Biografie

### Jeugd en opleiding
De Rijk werd geboren in Hilversum. Zijn vader was gemeenteambtenaar. Hij volgde zijn middelbareschoolonderwijs gedeeltelijk aan het priesterseminarie in Bergen op Zoom. Van 1945 tot 1949 studeerde hij klassieke letteren en wijsbegeerte aan de Universiteit van Utrecht, waar hij in 1952 cum laude promoveerde.

### Wetenschappelijke carrière
De Rijk was van 1961 tot 1969 hoogleraar wijsbegeerte aan de Universiteit van Nijmegen. In 1967 werd hij daarnaast buitengewoon hoogleraar aan de Universiteit van Utrecht, een functie die hij tot 1984 zou blijven vervullen. Van 1969 tot 1988 was hij hoogleraar wijsbegeerte aan de Universiteit van Leiden. Hij specialiseerde zich in die jaren in de geschiedenis van de wijsbegeerte, met name wat betreft de antieke en Middeleeuwse filosofie, waaronder Thomas van Aquino. In 1977 werd De Rijk lid van de sectie Filosofie en Theologie van de Koninklijke Nederlandse Akademie van Wetenschappen. Ook kreeg hij eredoctoraten van de universiteiten van Kopenhagen en Nijmegen voor zijn onderzoek op het gebied van Middeleeuwse logica en semantiek.
In 1989 werd hij door de Universiteit van Maastricht benoemd tot honorair hoogleraar en vestigde De Rijk zich in het Limburgse Mheer. Daar gaf hij vorm aan de mede door hem ingestelde Faculteit der Cultuur- en Maatschappijwetenschappen. In 2006 en 2010 bracht hij twee populairwetenschappelijke boeken uit over filosofie en religie.

### Politieke carrière
Als geboren katholiek werd hij na het Bisschoppelijk mandement van 1954 uit protest lid van de PvdA. Van 1956 tot 1991 maakte hij, namens de PvdA, deel uit van de Eerste Kamer. Hij was daar onder meer onderwijs- en defensiewoordvoerder en, vanaf 1980, eerste ondervoorzitter van de Senaat. Tussen 1961 en 1964 moest hij zijn functie neerleggen om hoogleraar te kunnen worden aan de Katholieke Universiteit van Nijmegen.